# Der Floh (1869–1919)
Der Floh war eine österreichische humoristisch-satirische Wochenzeitung, die zwischen 1869 und 1919 in Wien und Pest (Budapest) jeweils sonntags erschien. Jede Ausgabe bestand unter anderem aus kurzen Notizen über das überwiegend lokale Zeitgeschehen und Glossen sowie zum Teil ganzseitigen Karikaturen und Illustrationen. Zu den Zeichnern gehörten zum Beispiel Friedrich Graetz (1842–1912), Theodor Zajaczkowski (1852–1908) und Julius Klinger (1876–1942).

## Gerichtliche Auseinandersetzung Hermine Meyerhoff
Im ersten Jahr des Erscheinens war die Zeitschrift bereits Gegenstand eines Strafverfahrens vor dem Wiener Schwurgericht. Die Ursache hierfür stellte eine Karikatur der Opern- und Operettensängerin Hermine Meyerhoff dar, die in der Ausgabe vom 19. Dezember 1869 abgedruckt wurde. Der für die Karikatur zuständige Redakteur Karl Floh musste sich auf Anstrengung von Frau Meyerhoff wegen Ehrenbeleidigung verantworten. Hintergrund der Karikatur waren nach den zeitgenössischen Moralvorstellungen „freizügige“ Fotografien mit Dekolleté von Hermine Meyerhoff, die von dem Kunsthändler Samuel Sonnenthal im Schaufenster seines Ladenlokals ausgestellt und verkauft wurden. Dieser Umstand wurde in der damaligen Öffentlichkeit als Meyerhoff-Affäre bezeichnet. Karl Floh wurde am 5. März 1870 vom Gericht zu einem Monat Arrest verurteilt.

## Der Floh online

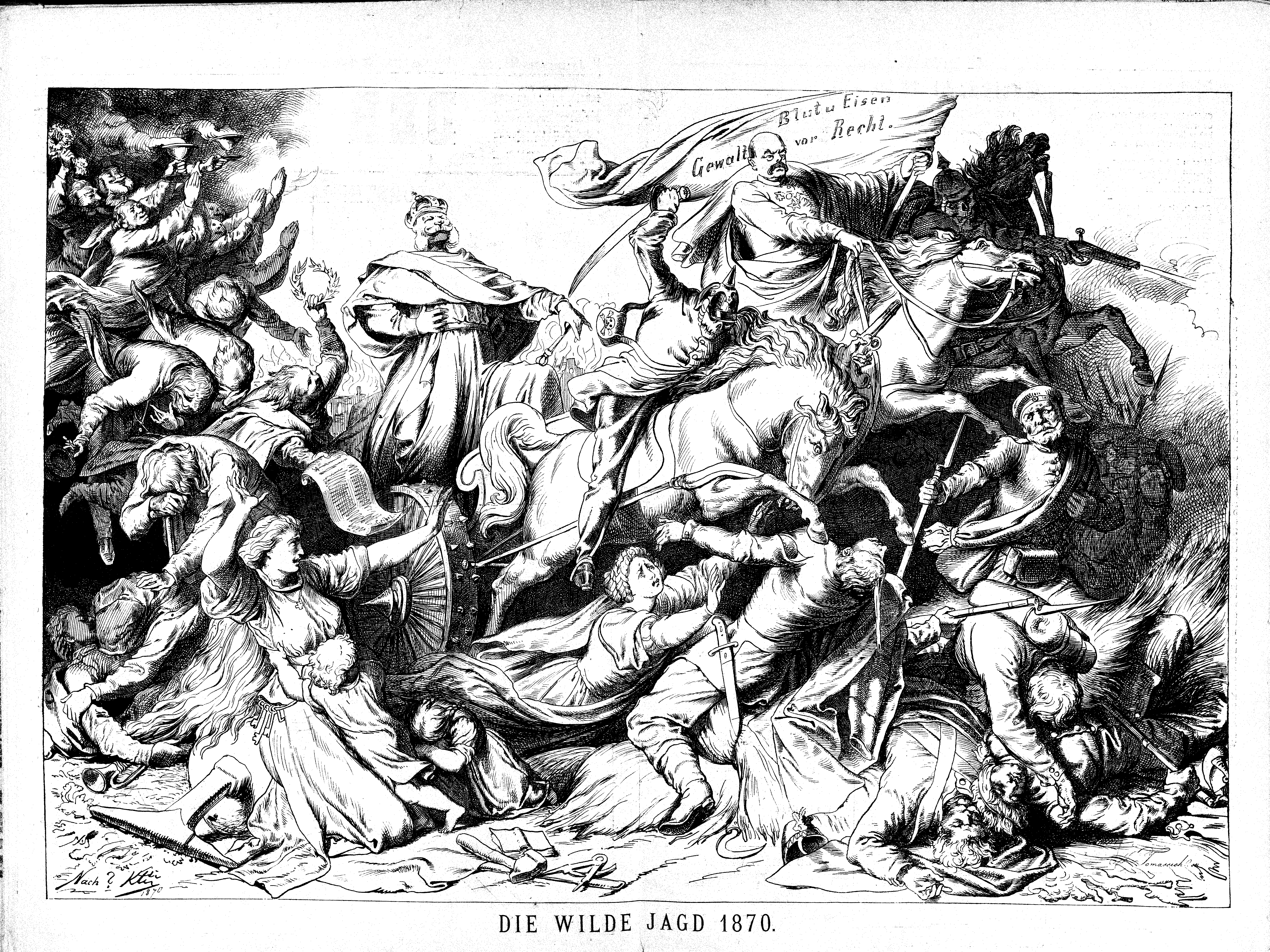
Die Wilde Jagd 1870. Karikatur vom 25. Dezember 1870: Bismarck hält eine Flagge mit der Aufschrift „Blut u Eisen Gewalt vor Recht.“

Die Österreichische Nationalbibliothek in Wien stellt im Rahmen des Projektes ANNO – AustriaN Newspapers Online  alle Jahrgänge von 1869 bis 1919 digitalisiert online mit einer Volltextsuche zur Verfügung.